# 黑里紹
黑里紹是位於瑞士東北部的一座城市。黑里绍是外阿彭策爾州的首府所在地（但該州司法機關所在地是特罗根）。

## 历史
黑里绍最早在837年的一份文件中被提及，当时的名字叫Herinisauva。907年之前，该地已经有一所教堂。从1249年开始，该地区一直是属于圣加仑修道院管辖。在11到13世纪，罗夏侯爵在附近建造了三座城堡（防御工事），这些工事的废墟部分完好留存到今天。1937年的时候当地组织了遗迹的修复工作。
1433年，黑里绍卷入阿彭策尔战争并脱离了圣加仑修道院的管辖。随后，黑里绍在宗教改革中归属于新教，因此被划入外阿彭策尔州（与信仰天主教的内阿彭策尔州对立）。最初外阿彭策尔州的行政中心在特罗根，直到1877年开始，行政中心才转移到了黑里绍。
1606年，黑里绍几乎被一场大火吞没。1648年，施韦尔布伦分离出去。1719年，瓦尔德斯塔特也分离出去。
16世纪以来，黑里绍就以纺织业著称，部分家庭从事的亚麻贸易也带来了可观的收入。富裕的黑里绍也吸引了不少金匠来到此地做活。

## 外部連結
- Official Page（页面存档备份，存于） （德文）